# Oprawa nacinana
Oprawa nacinana – jeden z typów skórzanych opraw średniowiecznych stosowanych w Europie obok opraw tłoczonych. Typ ten, ze względu na technikę wykonania, bywa również nazywany oprawą ledersznytową (niem. Lederschnitt – cięcie skóry).

## Historia
Pierwsze oprawy tego rodzaju, nieliczne i prymitywnie wykonane, powstawały już w VII i VIII w. Najstarsza zachowana oprawa, pochodząca z VIII w., znajduje się w Stonyhurst College. Prawdziwy rozkwit techniki nastąpił w XIV w., a zwłaszcza w latach sześćdziesiątych i siedemdziesiątych wieku XV.
Oprawy nacinane powstawały głównie w Austrii, Czechach i na Węgrzech, natomiast w krajach zachodnich technika ledersznytu była mniej popularna. Znana w Pradze od 1347 r. czeska metoda nacinania opraw oddziałała na rozkwit tego rodzaju zdobienia w Niemczech. Najpiękniejsze okazy opraw ledersznytowych wykonywano w Norymberdze.
Obecnie znany zasób opraw nacinanych liczy około 300 woluminów – większość datuje się na XV w. Z XVI w., z okresu zamierania techniki, pochodzi jak dotąd najmłodszy egzemplarz z 1521 r., odkryty w Pradze. Oprawy nacinane znajdują się przede wszystkim w Niemczech, Austrii i Czechach, ale także we Włoszech, Hiszpanii i Francji.
W Polsce technikę ledersznytu stosowano głównie w Krakowie w XIV i XV w. Kilka opraw nacinanych posiada Biblioteka Jagiellońska oraz Biblioteka Uniwersytecka we Wrocławiu, po jednej znajduje się w zbiorach katedry w Płocku i Wyższego Seminarium Duchownego we Włocławku.

## Wykonanie
Podstawowym materiałem była gruba skóra (najczęściej wołowa), na której najpierw zarysowywano ostrym narzędziem wzór o dowolnych motywach, a następnie pogłębiano rysunek nożem. Później skórę zwilżano i naciągano na deski okładzin, by rozszerzyć nacięcia i uwypuklić rysunek. Starsze okazy opraw odznaczały się dość płaskim cięciem; w nowszych uwypuklano wzór przy pomocy specjalnego tłoka zwanego puncą perłową. Pod spód podkładano kawałki skóry lub masę z kitu i wygniatano puncą albo wyskrobywano chropowate, kontrastujące z głównym ornamentem tło, podczas gdy wzór pozostawał gładki.
Sztuka zdobienia opraw przez nacinanie pozwalała rzemieślnikowi na dużą swobodę kompozycyjną. Typowymi wykorzystywanymi motywami dekoracyjnymi były stylizowane liście, zwierzęta albo bestie takie jak lwy i smoki, a potem także postaci ludzkie (przede wszystkim święci), herby, inicjały czy nawet sceny z życia ludzi.